# Camille Lemonnier

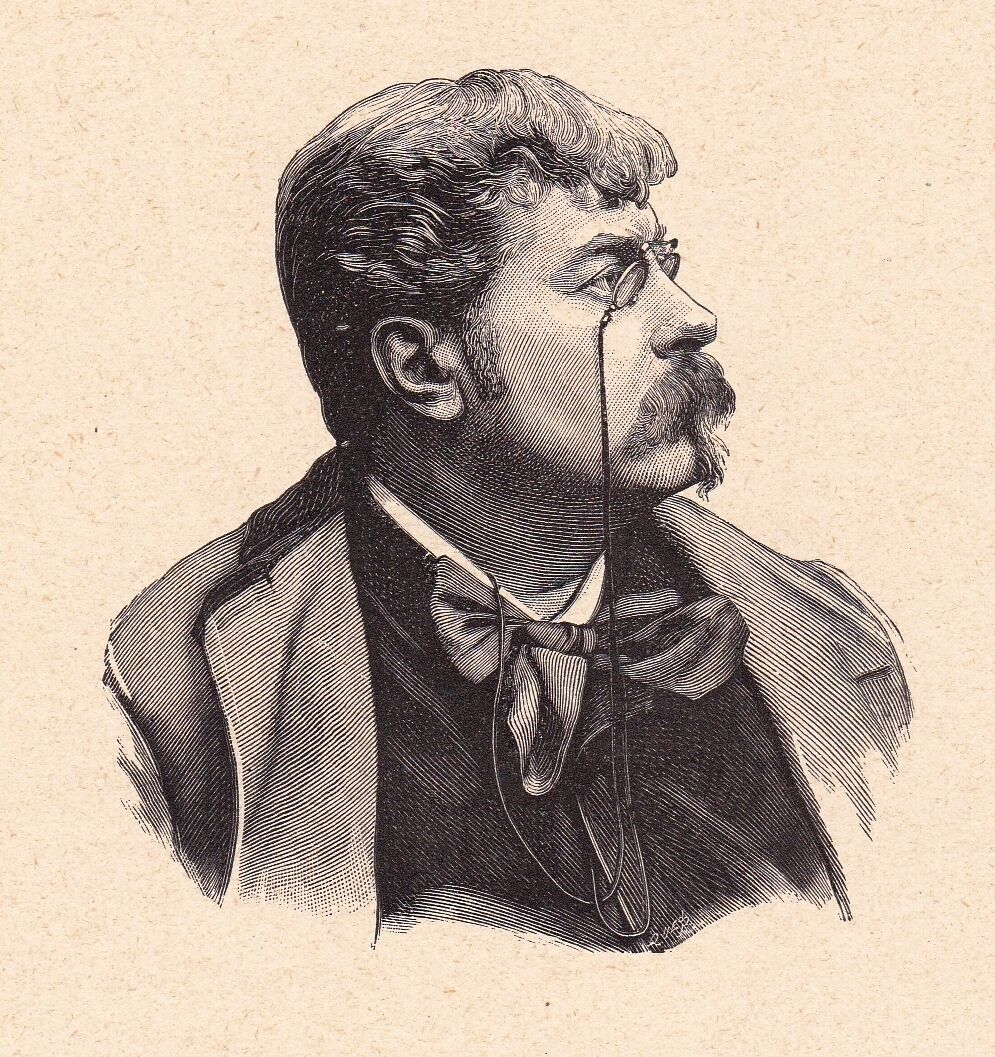
Camille Lemonnier omstreeks 1897

Antoine Louis Camille Lemonnier (Elsene, 24 maart 1844 - aldaar, 13 juni 1913) was een Belgisch Franstalig schrijver en kunstcriticus. Hij schreef vooral realistische, naturalistische romans waarvan Un mâle uit 1881 de bekendste zou worden. Hij werd sterk beïnvloed door de Franse naturalist Émile Zola maar behield wel zijn eigen stijl. Lemonnier was een van de stuwende krachten achter de heropleving van de Franstalige literatuur in België vanaf 1880.

## Leven en werk

### Jeugd en opleiding
Lemonnier werd geboren in een uit Vlaanderen afkomstig gezin; zijn vader was een uit Leuven afkomstige advocaat aan het Hof van beroep te Brussel en zijn moeder was afkomstig uit een landbouwfamilie uit het Ukkelse gehucht Sint-Job. Zijn moeder stierf toen Camille twee jaar oud was. Lemonnier en zijn zusjes groeiden daarna op bij de grootouders langs moeders zijde.
Hij ging naar de middelbare school aan het Koninklijk Atheneum van Brussel. Zijn studies konden hem maar matig boeien en gaandeweg ontstond de interesse voor de literatuur. Lemonnier spijbelde regelmatig en trok naar het Ter Kamerenbos om er het werk van onder meer Alphonse de Lamartine en Victor Hugo te lezen.
Zijn vader zag in de jonge Lemonnier zijn opvolger en schreef hem in aan de Université libre de Bruxelles waar hij de studies in de rechten aanvatte. Na een jaar gaf Lemonnier er de brui aan en stortte zich op het schrijverschap.

### Lemonnier als beginnend schrijver

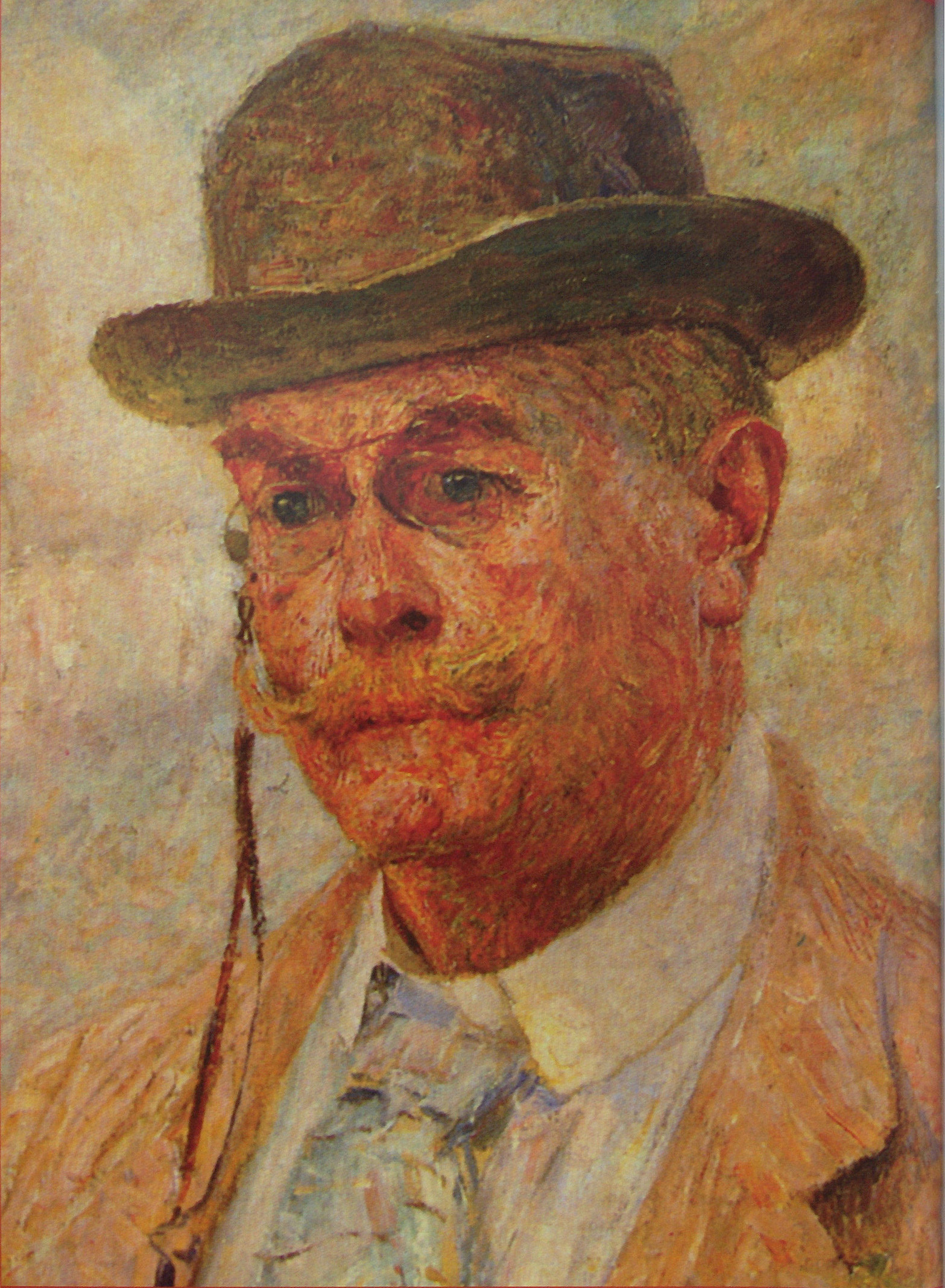
Detail van het Portret van Camille Lemonnier (1903) door Emile Claus.

Eind 1862 verscheen zijn eerste verhaal Brosse et tampon in het tijdschrift Uylenspiegel dat door zijn neef Félicien Rops werd uitgegeven. Ter gelegenheid van het Salon van Brussel in 1863 publiceerde Lemonnier zijn eerste kunstkritieken in het werk Salon de Bruxelles.
Lemonnier vertoefde vaak in kunstenaarskringen en bouwde vriendschappen op met onder meer de kunstenaars Théodore Baron, Hippolyte Boulenger, Alfred Stevens, Joseph Stevens en Constantin Meunier en de schrijvers Georges Eekhoud en Georges Rodenbach. Hij schreef kunstkritieken over Jean-François Millet en Jean-Louis-Ernest Meissonier.
De vader van Lemonnier zag dit met lede ogen gebeuren en geloofde nooit dat zijn zoon kon leven van het schrijversbestaan. Hij zorgde ervoor dat Camille een functie kreeg als klerk bij het provinciebestuur van de provincie Brabant. Lemonnier bleef er drie jaar en gaf toen zijn ontslag.
In 1868 was hij een van de medeoprichters van de Société Libre des Beaux-Arts nadat enkele progressieve Brusselse kunstenaars op het Salon van Brussel van 1866 een onopvallende plaats hadden gekregen. In de kunstenaarsvereniging was Lemonnier de woordvoerder en de verdediger van de avant-gardistische vernieuwingsdrang van deze nieuwe generatie kunstenaars.

### Ontluikend naturalisme
In 1869 overleed Lemonniers vader. Hij erfde een ruime woning in de heuvels aan de Maas tussen Namen en Dinant. In de buurt verbleven eveneens zijn neef Félicien Rops en Théodore Baron met wie hij veelvuldig contact had. Het was daar dat hij een nauwe relatie ontwikkelde met de natuur. Hij zocht er de bossen op en deed er veel aan sport. Het ontluikende naturalisme kwam tot uiting in de eerste romans die hij schreef: Nos flamands (1869) en Croquis d'automne (1870).
De Frans-Duitse Oorlog die in 1870 uitbrak, trok zijn aandacht. In de stijl van Victor Hugo schreef hij het pamflet Paris-Berlin waarin hij zijn huiver voor de oorlog etaleerde. Na een bezoek samen met Rops aan de Franse stad Sedan waar hij de gevolgen van de veldslagen zag, schreef Lemonnier het essay Sedan.
In 1871 huwde hij met Julie-Flore Brichot uit Binche die hem twee meisjes schonk: Marie werd geboren in 1872 en Louise in 1876.
De daaropvolgende jaren schreef hij verscheidene romans en leverde hij bijdragen aan literaire en kunsttijdschriften zoals L'Artiste en L'Art Universel.

### De doorbraak van Lemonnier als schrijver

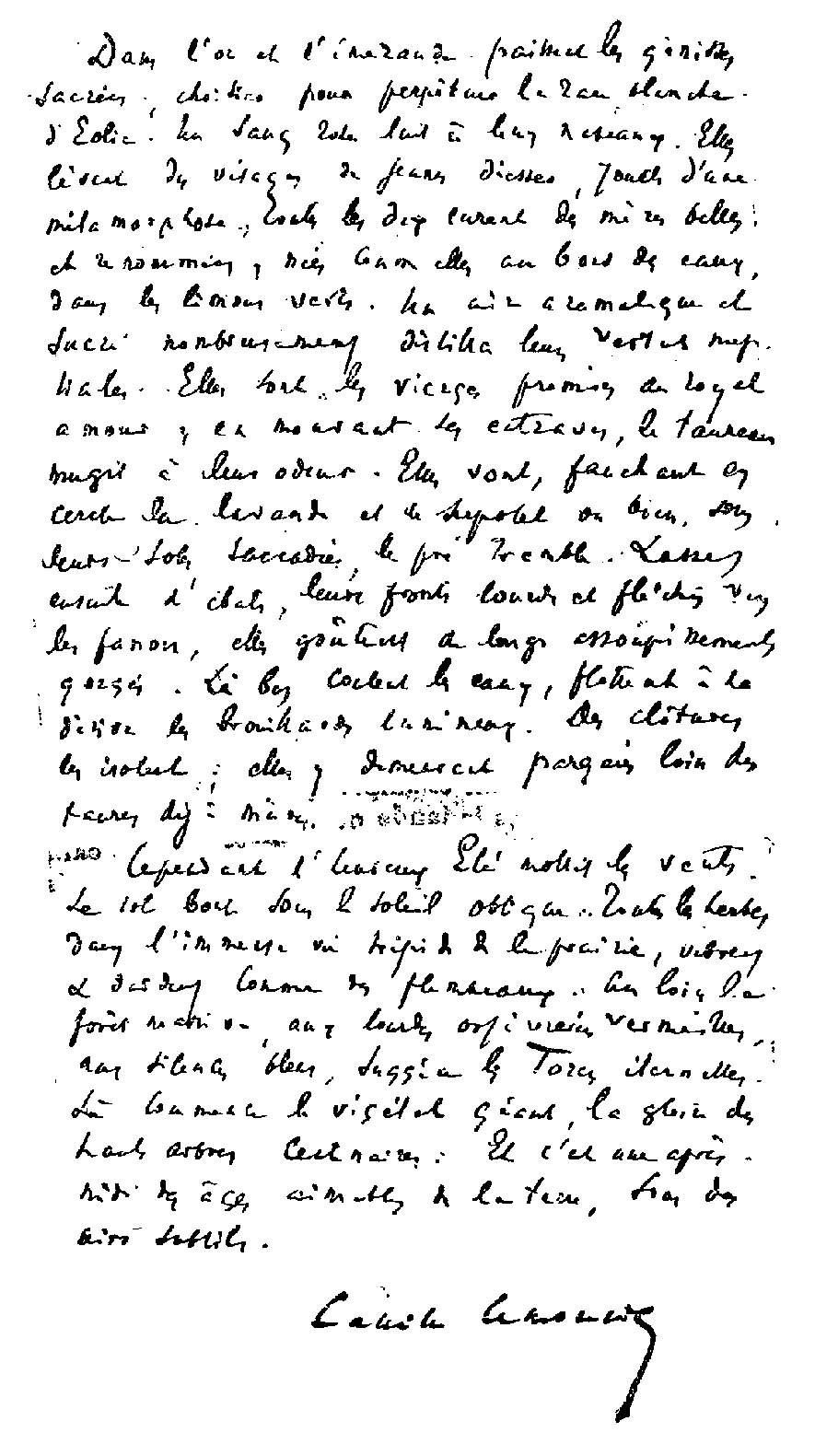
Handschrift en handtekening van Lemonnier

Zijn talent als romanschrijver kwam tot uiting in Un coin de village uit 1879 waarin hij op een frisse, humoristische wijze het rustige leven op de buiten beschreef. In deze roman is duidelijk de invloed van Émile Zola te herkennen die eveneens de primitieve natuur en het dierlijke in de mens belichtte. Waar Zola eerder een sobere stijl had onderscheidde Lemonnier zich van hem door een meer overladen stijl en een grotere woordenvloed.
In 1880 verhuisde de familie Lemonnier terug naar het Brusselse waar ze in de buurt van het Ter Kamerenbos gingen wonen. Het geluk in het gezin bleef niet duren en het daaropvolgende jaar volgde de scheiding.
Enkele weken later verscheen Un mâle, geschreven tijdens zijn verblijf in Groenendaal, dat zijn meest bekende werk zou worden. De roman handelt over de liefde tussen een stroper en een boerendochter met de bossen als decor. Cachaprès, de stroper is de belichaming van het dierlijke in de mens terwijl Germaine, de boerendochter in eerste instantie de rust belichaamt maar dan zijn wilde liefde beantwoordt. Het werk veroorzaakte een schandaal in België maar werd in Parijs wel goed onthaald door onder meer Joris-Karl Huysmans en Alphonse Daudet.
Lemonnier was een van de medestichters van het literair tijdschrift La Jeune Belgique waarvan de redactieleden regelmatig bij hem bijeenkwamen. De jury van de Belgische vijfjaarlijkse prijs voor literatuur weigerde Un mâle te nomineren waarop het tijdschrift op 27 mei 1883 een banket organiseerde ter ere van Lemonnier om hiertegen te protesteren. Onder de gasten op het banket bevonden zich onder meer Emile Verhaeren en Georges Rodenbach.
Eveneens in 1883 hertrouwde Lemonnier en vestigde zich in Terhulpen, dicht bij het Zoniënwoud. Uit dit huwelijk werd een zoon geboren die het jaar daarop al stierf. Hij sloot er vriendschap met de kunstschilders Rodolphe Wytsman en zijn vrouw Juliette die eveneens in Terhulpen woonde. Verder had hij er veelvuldig contact met beeldhouwer Charles Van der Stappen en schilder Emile Claus.
Lemonniers tweede belangrijke roman was Happe-chair uit 1886 dat regelmatig vergeleken werd met de roman Germinal van Zola dat het jaar daarvoor was verschenen. In 1888 verscheen La Belgique over het mijnwerkersleven waarin hij de opstand tegen de maatschappij predikte. Deze roman was geïllustreerd met gravures van onder meer Constantin Meunier en kreeg ditmaal wel de vijfjaarlijkse prijs voor de literatuur.
Op uitnodiging van de Parijse kunstenaars begon hij vanaf dan meer tijd door te brengen in de Franse hoofdstad. Hij vertoefde er enkele maanden per jaar in schrijvers- en kunstenaarskringen. Lemonnier was er een belangrijk bijdrager aan het literair tijdschrift Mercure de France.
In 1888 verscheen eveneens Gil Blas, een roman waarvoor hij in Parijs vervolgd werd wegens inbreuken tegen de openbare zeden. Lemonnier werd veroordeeld tot een geldboete. Later werd hij nog tweemaal beschuldigd in België maar hier werd hij telkens vrijgesproken.

### Later werk

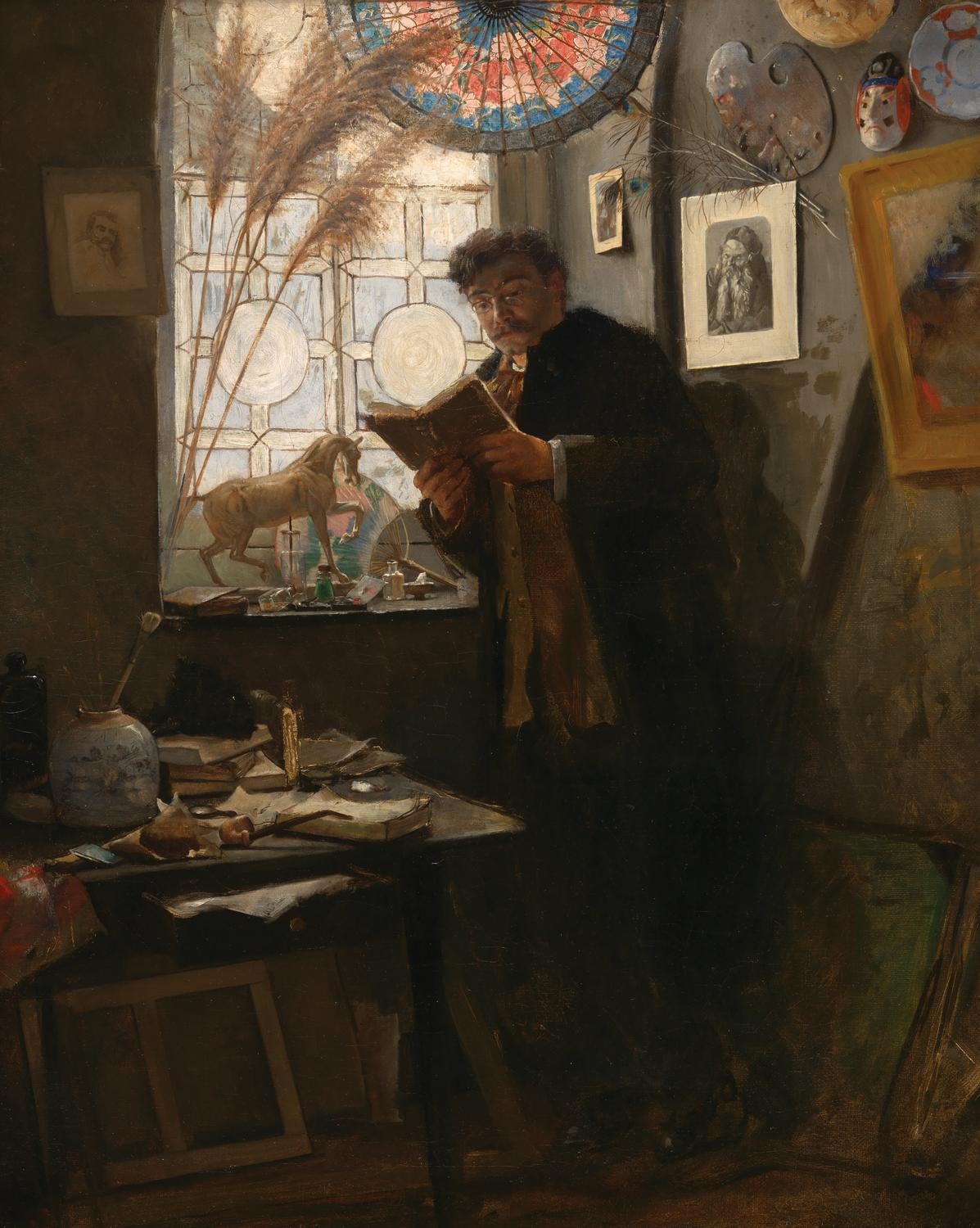
Camille Lemonnier in het atelier van de kunstenaar, schilderij van Alfred Stevens

Zijn latere werken waren gematigder van toon. L'Île vierge uit 1897 was het eerste deel van een trilogie met de naam La légende de la vie. In 1899 verscheen het tweede deel Adam et Eve en in 1900 het derde deel Au cœur frais de la fôret. De hoofdrolspelers leiden een geïsoleerd bestaan in de bossen maar zijn door tegenslagen genoodzaakt terug contact te zoeken met de beschaafde wereld.
Vanaf het begin van de 20e eeuw begon Lemonnier met het schrijven van een aantal kunstmonografieën over Félicien Rops, Constantin Meunier, Henri de Braekeleer, Alfred Stevens en Emile Claus. In 1906 schreef hij het kunsthistorische werk L'école belge de peinture (1830-1905) dat over de Belgische moderne schilderkunst handelde.
In 1905 verscheen La vie belge, een vervolgroman op La Belgique uit 1888. In het werk brengt hij hulde aan zijn vaderland waarvan hij het dagelijkse leven en de cultuur beschreef.
Lemonnier was in 1903 definitief naar Elsene verhuisd waar hij in 1913 op 69-jarige leeftijd overleed. Zijn autobiografie Un vie d'écrivain, die hij twee jaar voor zijn dood voltooide, verscheen postuum. In de gemeente werd een straat naar hem vernoemd. Ook in Ronse werd in 1930 een straat naar hem vernoemd.

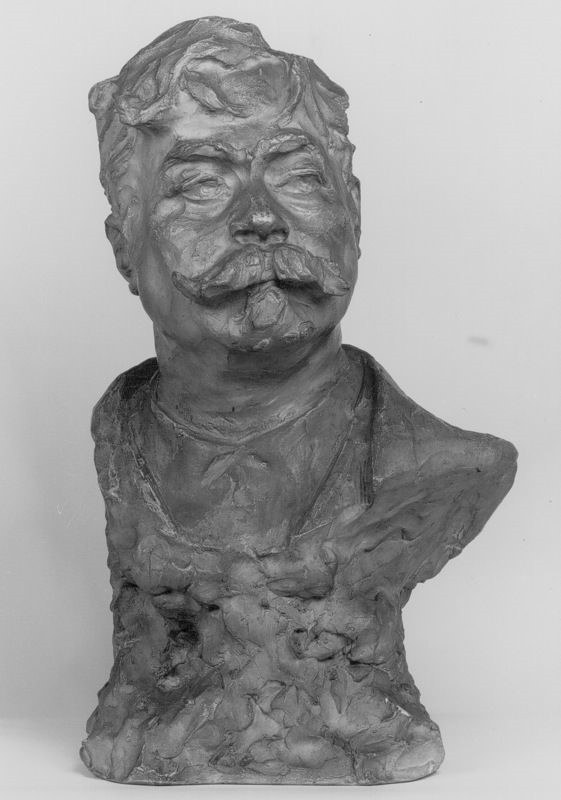
"Portret van Camille Lemonnier", buste door Jef LAMBEAUX (1852-1908) - Musée Camille Lemonnier

## Camille Lemonniermuseum
Lemonnier had door zijn veelvuldige contacten in kunstenaarskringen in de loop der jaren een kunstverzameling opgebouwd. Zo bezat hij werk van onder meer de schilders Emile Claus, Théo van Rysselberghe, Adrien-Joseph Heymans en de beeldhouwers Auguste Rodin, Jef Lambeaux en Charles Van der Stappen. Zijn dochter Marie schonk de verzameling na haar dood aan de gemeente Elsene.
In 1997 werd het Camille Lemonniermuseum geopend in een 19e-eeuws herenhuis dat al sinds 1924 in het bezit was van de gemeente en waar L'Association des écrivains belges de langue française (Vereniging van Belgische Franstalige schrijvers) haar onderdak heeft sinds 1946. In het 19e-eeuwse herenhuis werd de werkkamer van Lemonnier gereconstrueerd en is zijn kunstverzameling te bezichtigen.

## Werken (selectie)
Lemonnier schreef ruim 70 romans, novellen en monografieën.
- Nos Flamands (1869)
- Le Salon de Paris (1870)
- Sedan (1871)
- Gustave Courbet et son œuvre (1878)
- Un mâle (1881)
- Le Mort (1881)
- L'Hystérique (1885)
- Happe-Chair (1886)
- La Belgique (1888)
- Mme Lupar (1888)
- L’Enfant du Crapaud (1888)
- Ceux de la glèbe (1889)
- Le Possédé (1890)
- La Fin des bourgeois (1892)
- L'Île vierge (1897)
- L'Homme en amour (1897)
- Adam et Ève (1899)
- Une femme (1899)
- Au cœur frais de la forêt (1900)
- Les Deux Consciences (1902)
- Le droit au bonheur (1904)
- Constantin Meunier : sculpteur et peintre (1904)
- Quand j'étais homme (1907)
- Félicien Rops : l'homme et l'artiste (1908)
- Émile Claus (1908)
- L'École belge de peinture (1830-1905), (1906)
- Une Vie d'écrivain (posth.)

## Externe bronnen
- Biografie en bibliografie Camille Lemonnier, in : Schrijversgewijs, Vlaamse schrijvers van 1830 - heden.